# Hans Eppinger junior
Hans Eppinger junior (* 5. Januar 1879 in Prager Neustadt; † 25. September 1946 in Wien) war ein österreichischer Internist, illegaler Nationalsozialist und Universitätsprofessor in Freiburg im Breisgau, Köln und Wien. Mit Leo Hess erarbeitete er 1909 die Theorie von Vagotonie und Sympathikotonie.

## Leben

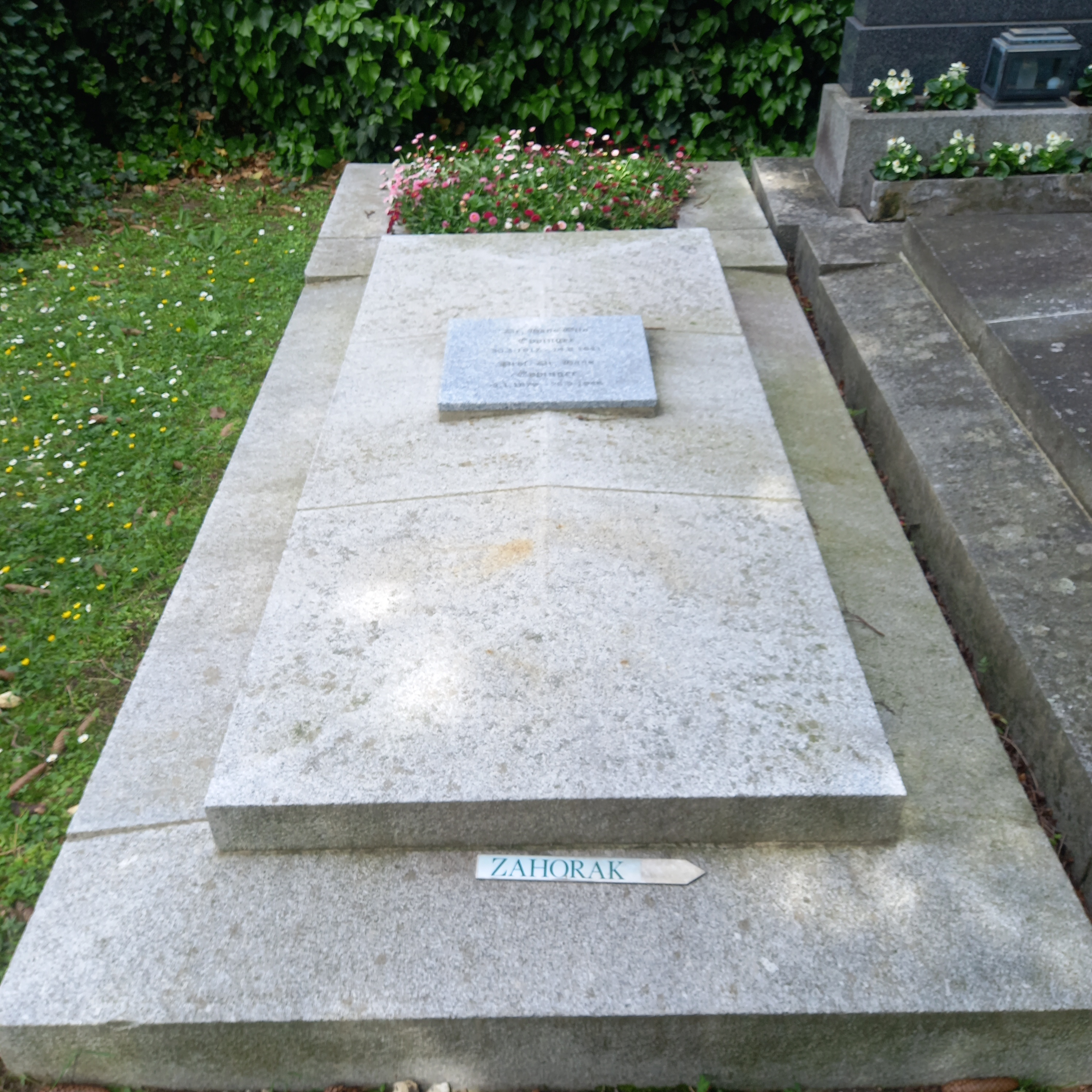
Das Grab von Hans Eppinger junior auf dem Heiligenstädter Friedhof in Wien

Der Sohn des Arztes und Professors Hans Eppinger senior wurde nach seiner medizinischen Ausbildung in Graz und Straßburg, die er 1903 mit der Promotion zum Dr. med. in Graz abschloss, Assistent an der dortigen Medizinischen Klinik. Ab 1908 arbeitete er als Assistent unter Carl Harko von Noorden (1858–1944) und Karel Frederik Wenckebach (1864–1940) in Wien. 1909 habilitierte er sich für das Fach Innere Medizin und wurde 1918 außerordentlicher Professor. 1926 erhielt er einen Ruf an die Universität in Freiburg im Breisgau, 1930 nach Köln. Ab 1933 war er als Professor und Direktor der Klinik für Innere Krankheiten am Allgemeinen Krankenhaus in Wien tätig.
Eppinger war seit September 1937 illegales "Mitglied der NSDAP in führender Stellung". In den Wochen vor dem Anschluss dienten das Wohnhaus von Eppinger nicht anders als das der Wiener Professoren Wilhelm Falta und Hans Spitzy den "Nazi student cells" an der Universität Wien als Quartier ("quarter"). Am 28. Mai 1938 beantragte er die reguläre Aufnahme in die NSDAP und wurde rückwirkend zum 1. Mai desselben Jahres aufgenommen (Mitgliedsnummer 6.164.614). Seine Assistenz- und Oberärzte waren „fast ausnahmslos“ SS- und SA-Offiziere. Als er erfuhr, dass er entgegen seiner Erwartung nicht als Vorsitzenden des in Wien tagenden Internistenkongresses vorgesehen sei, protestierte er beim NSDÄB. Das gehe nicht an, er sei schließlich "Vollarier".
Er war Mentor des Hepatologen Hans Popper. Im Jahr 1940 wurde Eppinger zum Mitglied der Leopoldina gewählt. Beim Bevollmächtigten für das Gesundheitswesen Karl Brandt war er ab 1943 Angehöriger des wissenschaftlichen Beirats.
Eppinger war im Rahmen seiner Tätigkeit in der Forschungsabteilung des Oberkommandos des Heeres zusammen mit Wilhelm Beiglböck 1944 maßgeblich an qualvollen und lebensgefährlichen "Meerwasser-Experimenten" beteiligt. 40 aus dem KZ Buchenwald ins KZ Dachau geholte Häftlinge aus der Roma-Minderheit, die meisten von ihnen Sinti, und vier bereits in Dachau inhaftierte Sinti waren die Opfer der Prozeduren. Es sollte in Menschenversuchen ermittelt werden, wie Flieger der NS-Luftwaffe in Seenot überleben könnten. Die Opfer wurden in vier Gruppen eingeteilt, die entweder gar kein Wasser, reines Salzwasser, Salzwasser mit getarntem Süßwassergeschmack oder Salzwasser mit reduziertem Salzgehalt zu trinken bekamen. Da Meerwasser dem Organismus Flüssigkeit entzog, trocknete der Körper aus. Nieren, Darm und Leber versagten. Innerhalb weniger Tage krümmten sich die Opfer vor Krämpfen. Die Experimente führten bei den Opfern zu extremem Durst, Krämpfen und Delirium.
Nach dem Einmarsch der sowjetischen Truppen und der Kapitulation wurde Eppinger der Zutritt zur Universität verboten. Ihn erwartete bald ein Verfahren wegen Verbrechen gegen die Menschlichkeit im Rahmen des Nürnberger Ärzteprozesses (1946/47), doch vor Eintritt in die Verhandlung beging er Suizid. Sein Kollege und Mittäter Beiglböck wurde vom Gericht zu 15 Jahren verurteilt.
1976 wurde der Mondkrater Euclides D nach Eppinger benannt, um seine Verdienste auf dem Gebiet der Erforschung der Leberkrankheiten und Kreislaufstörungen (insbesondere ab 1909 zum Gefäßtonus) zu würdigen. Die Benennung wurde 2002 aufgrund der hohen NS-Belastung des Namensträgers von der Working Group for Planetary System Nomenclature (WGPSN), einer Arbeitsgruppe der Internationalen Astronomischen Union, annulliert.

## Eppinger als Namensgeber
Cauchois-Eppinger-Frugoni-Syndrom, engl.: Frugoni's syndrome
Chronisch rezidivierende Entzündung u. Thrombose der Pfortader, evtl. auch der Milzvene; führt zu Spleno- oder Hepatosplenomegalie, Anämie, Leuko- u. Thrombopenie, evtl. zu Ösophagusvarizen, Aszites, Fieber, Haut- u. Verdauungstraktblutungen. – vgl. Budd-Chiari-Syndrom

## Veröffentlichungen (Auswahl)
- mit Leo Hess: Vagotonie. Klinische Studie. Berlin: Hirschwald, 1910 (Sammlung klinischer Abhandlungen über Pathologie und Therapie der Stoffwechsel- und Ernährungsstörungen. H. 9/10)
- Die hepato-lienalen Erkrankungen. (Pathologie der Wechselbeziehungen zwischen Milz, Leber und Knochenmark). Enth.: Ranzi, Egon: Die Operationen an der Milz bei den hepato-linealen Erkrankungen. Berlin: Springer, 1920
- Über das Asthma cardiale. Versuch zu einer peripheren Kreislaufpathologie. Berlin: Springer, 1924
- Die Krankheiten der Leber mit Einschluß der hepatolienalen Affektionen. Leipzig: Thieme, 1926
- Das Versagen des Kreislaufes. Dynamische und energetische Ursachen. Berlin: Springer, 1927
- Die seröse Entzündung. Wien: Springer, 1935
- Die Leberkrankheiten. Allgemeine u. spezielle Pathologie u. Therapie der Leber. Wien: Springer, 1937
- Die Permeabilitätspathologie als die Lehre vom Krankheitsbeginn. Wien: Springer, 1949